# Агелмунд
Агелмунд (половина IV века н. е). После смрти браће, Лангобардима су владали племенски главари и војводе, а држава је била нестабилна због околних сукоба.
Ипак, син Аја Агелмунд је стекао највише поверења и завладао читавом лангобардском скупином. Према речима Павла Ђакона он је Лангобардима владао пуних тридесет година. Интересантна је и епизода бирања његовог наследника. Пред крај његове владавине, једна жена из лангобардског племена је родила седам дечака, али није имала новаца да их подиже па их је оставила. Агелмунд је видевши напуштену децу наредио да се она очувају и исхране. Ипак, један од тих дечака га је посебно интересовао и наредио је да се одгаја на његов двор. То ће бити његов каснији наследник.
Пред сам крај владавине, Бугарско племе је напало Лангобарде и у тој борби своју смрт је нашао и сам Аглемунд, док му је једина ћерка одведена у ропство.